# Capitaine-lieutenant

Insigne de capitaine-lieutenant

Capitaine-lieutenant ou capitaine lieutenant est un grade militaire en usage dans plusieurs marines et quelques armées :
- Kapitänleutnant, dans la marine militaire de l'Allemagne, OF-2 selon l'OTAN ;
- Kaptajnløjtnant, dans la marine militaire du Danemark, OF-2 selon l'OTAN ;
- Kapteeniluutnantti, dans la marine militaire de Finlande ;
- Kapteiņleitnants, dans la marine militaire de Lettonie, OF-2 selon l'OTAN ;
- Kapteinløyjtnant ou Kapitänleutnant, dans la marine militaire de Norvège, OF-2 selon l'OTAN ;
- Kapitein-luitenant ter zee, dans la marine militaire des Pays-Bas, OF-4 selon l'OTAN ;
- Capitäo-tenente, dans la marine militaire de Portugal, OF-3 selon l'OTAN ;
- Captain Lieutenant, anciennement utilisé par la marine militaire du Royaume-Uni ;
- Kapitan-leïtenant (Капитан-лейтенант), dans la marine militaire de Russie (Empire russe et URSS).

## Royaume-Uni
Captain-lieutenant est un ancien grade de l'armée britannique; le plus gradé des officiers subalternes, au-dessus de lieutenant et en dessous de capitaine.
Les officiers de terrain d'un régiment - colonel, lieutenant-colonel et major - commandaient à l'origine leur propre compagnie tout en s'acquittant des tâches de commandement du régiment. 
Cependant, à partir du XVIIe siècle, le colonel est de plus en plus devenu une figure emblématique et un chef de cérémonie, déléguant le commandement sur le terrain au lieutenant-colonel. Cela laissait la compagnie du colonel sans capitaine.
Le lieutenant de cette compagnie est ainsi devenu son capitaine par intérim. Cet état de fait a été formellement reconnu lors de la création du grade de capitaine-lieutenant, avec sa propre entrée dans le tableau des prix pour l'achat du grade (pratique courante dans les armées européennes). 
Ce grade fut aboli au début du XIXe siècle.

## France

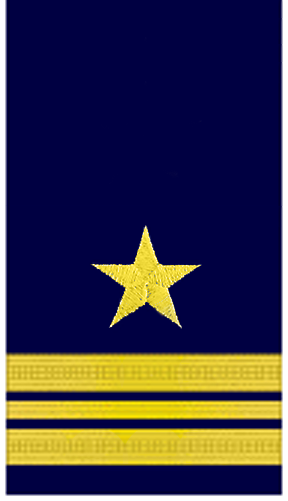
Insigne du Capitaine lieutenant.

Dans la marine française, le grade de lieutenant de vaisseau, équivalent à celui de capitaine dans les armées de terre et de l'air, correspond à l'ancien grade de capitaine-lieutenant. L'armée royale, avant la Révolution, possédait en effet un grade de capitaine-lieutenant, très proche de celui en vigueur dans l'armée britannique. Il était principalement en usage dans la maison militaire du roi, dont le roi était officiellement le capitaine de la plupart des compagnies de gardes, mais dont le commandement effectif était assuré par un capitaine-lieutenant. D'Artagnan est sans doute le capitaine-lieutenant le plus célèbre de l'Histoire française comme commandant de la Première compagnie de Mousquetaires.

## Estonie
Dans la marine estonienne, un grade similaire, Kaptenleitnant, est un officier classé OF-4 par l'OTAN, est équivalent à Commander. Comme le commandant de la marine estonienne est un capitaine c'est de facto le second plus haut rang de la marine estonienne.

## Source
- (en) Cet article est partiellement ou en totalité issu de l’article de Wikipédia en anglais intitulé « Captain lieutenant » (voir la liste des auteurs).